# Papp Gábor Zsigmond
Papp Gábor Zsigmond (Budapest, 1966. december 21. –) Balázs Béla-díjas magyar filmrendező, producer, műfordító.

## Életpályája
Szülei Sumonyi Zoltán költő és Kovács Judit nyelvtanár. Testvére Papp Gergely televíziós műsorvezető. 1992-ben az ELTE BTK magyar-történelem szakán szerzett tanári oklevelet. 1990-91-ben ösztöndíjas a Bolognai Egyetem politikatudományi karán. 1996-ban a Színház- és Filmművészeti Főiskola dokumentumfilm-rendező szakán szerzett diplomát. 1992–2007 között a Magyar Rádió szerkesztője. 1995 óta a Bologna Film ügyvezetője, 2001–2011 között a Dokumentumfilm Rendezők Klubjának vezetője, a Magyar Filmművészek Szövetsége vezetőségi tagja.
Gyermeke: Máté (1999)

## Filmjei
- Tandori (rendező) 1996
- A kollégium végnapjai (rendező) 1996
- Kazo (rendező) 1997
- Budapest retró (rendező-producer) 1998
- A Mándy-hagyaték (kisjátékfilm) (rendező) 1998
- Esterházy-vacsora (rendező-producer Kékesi Attilával) 1999
- Sihedernyi koromban (rendező) 2000
- Lator László, költő (rendező) 2000
- Göncz I-II. (rendező-producer) 2001
- Szülőfalum, Budapest 1. A flaszter népe (rendező-producer) 2002
- Szülőfalum, Budapest 2. Partik népe (rendező-producer) 2002
- Szülőfalum, Budapest 3. Plázák népe (rendező-producer) 2003
- Budapest retró 2. (rendező-producer) 2003
- A birodalom iskolája (rendező-producer) 2003
- Az ügynök élete - Belügyi oktatás a Kádár-korszakban (rendező-producer) 2004
- Hamvazószerda (rendező-producer) 2004
- A menekülő egyetem (rendező-producer) 2005
- Az öcsém cipői (rendező-producer) 2006
- Balaton retró (rendező-producer) 2007
- Kémek a porfészekben (rendező-producer) 2009
- Kelet-nyugati átjáró (rendező-producer) 2009
- Az ellenség köztünk van (rendező-producer) 2010
- Magyar retró (rendező-producer) 2010
- A szovjet levelezőpajtás (rendező-producer) 2011
- Apa, hány éves vagy? (rendező-producer) 2012
- Én is téged, nagyon (kisjátékfilm) (rendező-producer) 2012
- Magyar retró 2. (rendező-producer) 2013
- Ketten Párizs ellen (tévésorozat) (rendező-producer) 2015
- Kettévált ország (rendező-producer) 2016-2018
- Szabó Magda világsikere  (rendező-producer) 2018
- Magyar retró 3.  (rendező-producer) 2018
- Kodály mindenkié (rendező-producer Kékesi Attilával) 2019
- A vízre írt név (Tandori 2.) (rendező-producer) 2021
- Bereményi kalapja (rendező) 2022
- Honvéd retró (rendező-producer) 2022
- Az olasz futball magyar mesterei (rendező-producer) 2023

## Főbb rádiós rendezései
- Papp G. Zs.: Párhuzamok metszőpontban – Kádár és Nagy Imre  1992  Fesztivál:  Prix Italia Róma 1993
- Fellini: A hetedik ráadás 2000
- Fellini: A legnagyobb találmány   2001
- Fellini: Az ideális utazás    2002
- Najmányi László: Theremin  2001  Prix Italia Bologna   2001
- Takács Péter: Hangocska  2004
- Atkáry Arisztid: Az én 56-om 2004
- Tóth Krisztina: Bikinivonal 2005  Prix URTI 2005
- Papp G. Zs.: Remix 2006 Fesztivál: Prix Marulic 2006
- Fellini: Akarsz velem álmodni? 2015
- Lénárd Sándor: Római történetek  - rádiósorozat  2018
- Julia Donaldson: Boszi seprűnyélen - rádiósorozat  2019
- Tóth Krisztina: Pixel - rádiósorozat  2020
- Szőcs Géza: Carbonaro éjszakái - rádiósorozat  2020
- Ray Bradbury: A villamos testet énekelem - rádiósorozat  2020
- Fekete István: Ballagó idő - rádiósorozat 2021
- Bartis Attila: A vége - rádiósorozat 2022
- Fehér Boldizsár: Vak majom - rádiósorozat 2022
- Jókai Mór: Dekameron - rádiósorozat 2023
- Robert Capa: Kissé elmosódva - rádiósorozat 2023

## Főbb televíziós rendezései
- Európai Utas (1997-2007)
- Kulissza (2007-2009)
- In memoriam Cs. Szabó László  2020
- Sárközi Mátyás jelenti Londonból  2023
- Az árnyékból kibújva - Sinkó László emlékezete  2023

## Műfordításai
- A. A. Milne: Amikor még kicsik voltunk Írás Kiadó 1993, Holló és Társa 2000
- Katie Stewart: Micimackó mesterkukta Írás Kiadó 1994
- R. L. Stevenson: Gyermekkert Móra Kiadó 2002, 2010
- J. Donaldson- A. Scheffler: A Graffaló Jonathan Miller Kiadó 2005, Pagony 2012
- J. Donaldson- A. Scheffler: A majom mamája Pagony 2011
- J. Donaldson- A. Scheffler: A legcsinosabb óriás Pagony 2011
- Gianni Rodari: Mesék a jövőből Móra Kiadó 2012
- J. Donaldson- A. Scheffler: Boszi seprűnyélen Pagony 2013
- J. Donaldson- A. Scheffler: Zog, a sárkány Pagony 2014
- J. Donaldson- A. Scheffler: A Graffaló-kölyök Pagony 2014
- Gianni Rodari: Írógép-mesék Móra Kiadó 2014
- J. Donaldson- A. Scheffler: Bot Benő Pagony 2014
- J. Donaldson- A. Scheffler: Macskazene Pagony 2015
- J. Donaldson- A. Scheffler: A zsúfolt házikó Pagony 2015
- J. Donaldson- A. Scheffler: Zog és a repülő doktorok Pagony 2016
- J. Donaldson- A. Scheffler: A bandita patkány Pagony 2017
- J. Donaldson- S. Ogivlie: A nyomozókutya Pagony 2017
- Axel Scheffler: Mókuspapa, gyere haza! Pagony 2017
- J. Donaldson- A. Scheffler: A madárijesztők esküvője Pagony 2017
- J. Donaldson- A. Scheffler: Az öt csúfság Pagony 2018
- J. Donaldson- A. Scheffler: Pikó, a nagyotmondó kishal Pagony 2019
- J. Donaldson- A. Scheffler: Kvirtek és kvartok Pagony 2019
- Marjet Huiberts: Ádi, a kiskalóz  Pagony 2021
- Federico Fellini: Akarsz velem álmodni? (jelenetek, hangjátékok) Corvina 2021
- J. Donaldson- S. Ogivlie: A gyógyító kutya Pagony 2021
- J. Donaldson- A. Scheffler: Kovács Bence kedvenc könyve Pagony 2021
- J. Donaldson- A. Scheffler: A csiga és a bálna Pagony 2023
- J. Donaldson- A. Scheffler: A három goni Pagony 2023
- J. Donaldson- A. Scheffler: Csodakukac Pagony 2024

## Díjai, elismerései
- Magyar Rádió Nívódíj 1997
- Az Év Fordítója (R. L. Stevenson: Gyermekkert) 2002
- Balázs Béla-díj 2004
- 35. Magyar Filmszemle Dokumentumfilm Fődíj (A birodalom iskolája) 2004
- 40. Magyar Filmszemle Dokumentumfilm Fődíj (Kémek a porfészekben) 2009
- Pro Cultura Urbis-díj 2023